# Paolo Carlini
Paolo Carlini (Santarcangelo di Romagna, 6 gennaio 1922 – Roma, 3 novembre 1979) è stato un attore italiano.

## Biografia
Nacque a Santarcangelo da Alfredo Carlini e Clora Carlini. I genitori avevano lo stesso cognome, pur non essendo parenti. Alfredo apparteneva a una famiglia di antichi proprietari terrieri romagnoli; Clora era figlia di Caio Carlini, a suo tempo famoso giocatore di pallone col bracciale e in seguito cantante lirico. A 18 anni lasciò il suo paese natale per andare a Roma, dove s'iscrisse al Centro sperimentale di cinematografia. Fu aiutato ad inserirsi nell'ambiente del cinema da Teresa Franchini, allora residente a Santarcangelo, ma di stanza nella capitale e sua prima insegnante.
Iniziò la carriera d'attore nel cinema a 18 anni, con una parte secondaria in Addio giovinezza! (1940), al quale seguirono altri film, in parti da non protagonista. Durante la seconda guerra mondiale prestò servizio di leva a Roma e successivamente fu incorporato nell'Organizzazione Todt operante in Romagna, adibito alla riparazione delle strade e dei ponti danneggiati dalle operazioni belliche. Negli anni cinquanta passò al teatro, dove ottenne buone affermazioni.
La grande popolarità arrivò nel 1957 con la televisione, grazie allo sceneggiato Il romanzo di un giovane povero, tratto dall'omonimo romanzo di Octave Feuillet e diretto da Silverio Blasi. Quella interpretazione gli valse il "Microfono d'argento" quale miglior attore televisivo e una notevole popolarità a livello nazionale. Nel febbraio 1958 fu ospite del programma tv Il Musichiere. Stimolato da Mario Riva, fece valere la sua capacità di brillante conversatore ed abile battutista.
.
Da allora prese parte a numerosi sceneggiati televisivi di successo, sia come attore protagonista che non protagonista. Negli anni della maturità si cimentò in ruoli più complessi e drammatici, come in Dossier Mata Hari (1967); Le mie prigioni (1968); Il furto della Gioconda (1978). 
Morì per un'emorragia cerebrale nel 1979, all'età di 57 anni.

## Filmografia

### Cinema
- Addio giovinezza!, regia di Ferdinando Maria Poggioli (1940)
- La peccatrice, regia di Amleto Palermi (1940)
- Ridi pagliaccio, regia di Camillo Mastrocinque (1941)
- I 3 aquilotti, regia di Mario Mattoli (1942)
- L'apocalisse, regia di Giuseppe Maria Scotese (1947)
- Il barone Carlo Mazza, regia di Guido Brignone (1948)
- La grande strada - L'odissea di Montecassino, regia di Michał Waszyński e Vittorio Cottafavi (1948)
- Napoli eterna canzone, regia di Silvio Siano (1949)
- La grande rinuncia, regia di Aldo Vergano (1951)
- I due derelitti, regia di Flavio Calzavara (1951)
- La storia del fornaretto di Venezia, regia di Giacinto Solito (1952)
- La muta di Portici, regia di Giorgio Ansoldi (1952)
- Papà ti ricordo, regia di Mario Volpe (1952)
- La Gioconda, regia di Giacinto Solito (1953)
- Vacanze romane (Roman Holiday), regia di William Wyler (1953)
- Il cardinale Lambertini, regia di Giorgio Pàstina (1954)
- Mai ti scorderò, regia di Giuseppe Guarino (1956)
- La voce che uccide, regia di Aldo Colombo (1956)
- La baia di Napoli (It Started in Naples), regia di Melville Shavelson (1960)
- Luciano, una vita bruciata, regia di Gian Vittorio Baldi (1962)
- Divorzio alla siciliana, regia di Enzo Di Gianni (1963)
- I promessi sposi, regia di Mario Maffei (1964)
- Amore all'italiana, regia di Steno (1966)
- Gli altri, gli altri... e noi, regia di Maurizio Arena (1967)
- I 2 deputati, regia di Giovanni Grimaldi (1968)
- Cronaca di Anna Magdalena Bach (Chronik der Anna Magdalena Bach), regia di Jean-Marie Straub e Danièle Huillet (1968)
- Sigpress contro Scotland Yard, regia di Guido Zurli (1968)
- O tutto o niente, regia di Guido Zurli (1968)
- Don Chisciotte e Sancio Panza, regia di Giovanni Grimaldi (1968)
- Quarta parete, regia di Adriano Bolzoni (1968)
- Un caso di coscienza, regia di Giovanni Grimaldi (1969)
- Puro siccome un angelo papà mi fece monaco... di Monza, regia di Giovanni Grimaldi (1969)
- Don Camillo e i giovani d'oggi (film incompiuto), regia di Christian-Jaque (1970)
- Le inibizioni del dottor Gaudenzi, vedovo, col complesso della buonanima, regia di Giovanni Grimaldi (1971)
- L'uccello migratore, regia di Steno (1972)
- Fratello ladro, regia di Pino Tosini (1972)
- La schiava io ce l'ho e tu no, regia di Giorgio Capitani (1973)
- La ragazzina, regia di Mario Imperoli (1974)
- Il domestico, regia di Luigi Filippo D'Amico (1974)
- Blue Jeans, regia di Mario Imperoli (1975)
- Brogliaccio d'amore, regia di Decio Silla (1976)
- Come cani arrabbiati, regia di Mario Imperoli (1976)
- Lo scoiattolo, regia di Guido Zurli (1981)

### Televisione

Evi Maltagliati e Paolo Carlini ne Il romanzo di un giovane povero, 1957

- Catene, commedia di Allan Langdon Martin, regia di Anton Giulio Majano, trasmessa il 20 maggio 1955
- Il romanzo di un giovane povero, regia di Silverio Blasi, sceneggiato in 4 puntate (1957)
- Il club dei suicidi, da Robert Louis Stevenson, regia di Giacomo Vaccari, 4 dicembre 1957.
- Mont Oriol, regia di Claudio Fino, sceneggiato in 4 puntate  (1958)
- Il gatto in cantina, commedia di Nando Vitali, regia di Eros Macchi, trasmessa il 2 giugno 1959
- Ritorna il tenente Sheridan, episodio La lettera, regia di Mario Landi, 10 novembre 1963.
- Un caso di coscienza, di Gino De Sanctis, regia di Marcello Sartarelli, 27 febbraio 1964.
- Ultima Bohème, regia di Silverio Blasi, sceneggiato in 6 puntate (1964)
- Dossier Mata Hari, regia di Mario Landi, sceneggiato in 4 puntate (1967)
- Le mie prigioni, regia di Sandro Bolchi, sceneggiato in 4 puntate (1968)
- Sherlock Holmes - L'ultimo dei Baskerville (dal romanzo Il mastino dei Baskerville di Conan Doyle), regia di Guglielmo Morandi, miniserie TV, trasmessa dal 15 novembre al 29 novembre (1968)
- Lazarillo, regia di Andrea Camilleri, 4 puntate per la TV dei ragazzi (1968-69)
- Nero Wolfe, episodio Sfida al cioccolato, regia di Giuliana Berlinguer (1971)
- Giallo di sera, episodio La chiave 05, regia di Guglielmo Morandi, 6 aprile 1971.
- Le inchieste del commissario Maigret, episodio Il pazzo di Bergerac, regia di Mario Landi (1972)
- Uno dei due 2, episodio L'incendio, regia di Claudio Fino, 18 luglio 1972.
- Olenka, da Anton Čechov, regia di Alessandro Brissoni, sceneggiato in due puntate (1973)
- Bertoldo e il suo re, da Giulio Cesare Croce, regia di Silverio Blasi, 15 gennaio 1974.
- Il commissario De Vincenzi 2, episodio Il mistero di Cinecittà, regia di Mario Ferrero (1977)
- Il furto della Gioconda, regia di Renato Castellani, sceneggiato in 3 puntate (1978)
- I problemi di Don Isidro, episodio Delitto a bordo, regia di Andrea Frezza (1978)

Nel 1957 prestò la sua voce a una serie di sketch della rubrica pubblicitaria Carosello, che pubblicizzavano il sapone Palmolive.

## Teatro
- Fascino, di Keith Winter, regia di Pietro Sharoff, Roma, Teatro delle Arti, 22 maggio 1946.
- La cena delle beffe, di Sem Benelli, regia di Pietro Sharoff, Roma, Teatro delle Arti, 7 giugno 1946.
- Piccola città, di Thornton Wilder, regia di Enrico Fulchignoni, Roma, Teatro delle Arti, 17 ottobre 1946.
- Ritratto di un’attrice, di William Somerset Maugham e Guy Bolton, regia di Giorgio Strehler, Milano, Teatro Nuovo, 11 dicembre 1946.
- Fascino, di Keith Winter, regia di Filippo Scelzo, Torino, Teatro Carignano, 30 dicembre 1946.
- Ritratto d’attore, di Emlyn Williams, regia di Pietro Sharoff, Roma, Teatro delle Arti, 12 febbraio 1948.
- La tua giovinezza, di Denis Amiel, regia di Pietro Sharoff, Roma, Teatro delle Arti, 26 febbraio 1948.
- L'allegra verità, di Noël Coward, regia di Pietro Sharoff, Roma, Teatro delle Arti, 17 marzo 1948.
- Spirito allegro, di Noël Coward, regia di Pietro Sharoff, Roma, Teatro delle Arti, 3 aprile 1948.
- Week-end, di Noël Coward, regia di Pietro Masserano Taricco, Roma, Teatro delle Arti, 23 giugno 1948.
- L'échange, di Paul Claudel, regia di Enrico D’Alessandro, Milano, Teatro della Basilica, 29 settembre 1948
- Viaggio verso l’ignoto, di Sutton Vane, regia di Pietro Sharoff, Roma, Teatro delle Arti, dicembre 1948
- Addio giovinezza, di Sandro Camasio e Nino Oxilia, regia di Manolo Borromeo, Roma, Teatro Quirino, 19 aprile 1950.
- La damigella di Bard, di Salvator Gotta, regia di Emma Gramatica, Roma, Teatro Valle, 24 ottobre 1950.
- Cecè, di Luigi Pirandello, comp. Giulio Stival, Milano, Teatro Nuovo, 17 gennaio 1951
- Viaggio verso l’ignoto, di Sutton Vane, regia di Emma Gramatica, Milano, Teatro Odeon, 14 dicembre 1951
- Una moglie, di Renato Lelli, regia di Emma Gramatica, Roma, Teatro Quirino, 18 gennaio 1952.
- La Mamouret, di Jean Sarment, regia di Emma Gramatica, Roma, Teatro Quirino, 30 gennaio 1952.
- XX secolo, di Ben Hecht e Charles MacArthur, regia di Daniele D'Anza, Milano, Teatro Excelsior, 3 dicembre 1952
- Un tram che si chiama Desiderio, di Tennessee Williams, regia di Daniele D'Anza, dicembre 1952
- Antigone, di Vittorio Alfieri, regia di Gianfranco De Bosio, Asti, Teatro Alfieri, 16 maggio 1953.
- Cirano di Bergerac, di Edmond Rostand, regia di Raymond Rouleau, Milano, Teatro Nuovo, 11 dicembre 1953.
- Il cardinale Lambertini, di Alfredo Testoni, regia di Alessandro Brissoni, Sanremo, Teatro del Casinò, 12 febbraio 1954.
- Un tram che si chiama Desiderio, di Tennessee Williams, regia di Diana Torrieri, Milano, Teatro Olimpia, 7 luglio 1955.
- Un matrimonio tranquillo, di E. Mac Cracken, regia di Lucio Chiavarelli, Milano, Teatro Olimpia, 21 luglio 1955.
- Quartetto pazzo, di Philip Johnson, Milano, Teatro Olimpia, 6 agosto 1955.
- Madame Sans-Gêne, di Victorien Sardou, regia di Giacomo Vaccari, Milano, Teatro Manzoni, 8 novembre 1958.
- Carne unica, di Silvio Giovaninetti, regia di Giacomo Vaccari, Genova, Teatro Politeama, 19 dicembre 1958.
- Pene d'amor perdute, di William Shakespeare, regia di Franco Enriquez, Napoli, Teatro Mercadante, 4 dicembre 1959; Verona, Teatro Romano, 14 luglio 1960.
- Idiota, di Marcel Achard, regia di Silverio Blasi, Milano, Teatro Odeon, 3 novembre 1961.
- I diari, di Pier Benedetto Bertoli, regia di Silverio Blasi, Lugano, 14 dicembre 1961
- Sogno di una notte di mezza estate, di William Shakespeare, regia di Franco Enriquez, Verona, Giardino di Villa Giusti, 4 luglio 1962.
- Babilonia, di Ruggero Maccari, regia di Daniele D'Anza, Roma, Teatro Sistina, 12 ottobre 1962.
- Giochi per Claudio, di Seneca, regia di Giuseppe Di Martino, Ostia Antica, Teatro Romano, luglio 1963
- Il trogolo, di Maurizio Jurgens, Guido Castaldo, Franco Torti, regia di Eros Macchi, Roma, Teatro Parioli, 27 maggio 1964
- I rompiglioni, di Guido Castaldo, Faele, Franco Torti, regia di Romolo Siena, Firenze, Teatro della Pergola, 15 novembre 1965.
- Lisistrata, di Aristofane, regia di Fulvio Tonti Rendhell, Ostia Antica, Teatro Romano, 30 giugno 1966
- Le donne al parlamento, di Aristofane, regia di Fulvio Tonti Rendhell, Ostia Antica, Teatro Romano, 30 giugno 1967.
- Il signore va a caccia, di Georges Feydeau, regia di Mario Landi, Roma, Teatro Parioli 12 marzo 1969
- Sinceramente bugiardi, di Alan Ayckbourn, regia di Mario Ferrero, Cesena, Teatro Bonci, 31 dicembre 1969.
- Ogni mercoledì, di Muriel Resmik, regia di Mario Ferrero, Sanremo, 24 dicembre 1970
- Un tram che si chiama Desiderio, di Tennessee Williams, regia di P. A. Barbieri, Milano, Teatro San Babila, 20 dicembre 1972
- Amore mio nemico, di Renato Mainardi, regia Nello Rossati, Roma, Teatro delle Arti, 27 aprile 1973.
- La porta sbagliata di Natalia Ginzburg, regia di Nello Rossati, Lucca. Teatro del Giglio, 6 ottobre 1973.
- Biondissimamente tua, di Paolo Limiti e Luciano Beretta, regia di Mario Landi, Torino, Teatro Alfieri, 30 ottobre 1974.
- Il cedro del Libano, di Diego Fabbri, regia di Nello Rossati, Lucca, Teatro del Giglio, 22 ottobre 1976.
- Cronache di un matrimonio di gruppo, di Salvato Cappelli, regia di Nello Rossati, Bologna, 24 dicembre 1976
- Mercator, di Plauto, regia di Giovanni Poli, Frascati, Villa Torlonia, 9 luglio 1977.
- Le donne al parlamento, di Aristofane, regia di Lorenzo Salveti, Pompei, Teatro Grande, 7 luglio 1978.

## Prosa televisiva Rai
- Lorenzaccio, di Alfred de Musset, regia di Mario Ferrero, trasmessa il 21 novembre 1954.
- Il tempo e la famiglia Conway, di John Boynton Priestley, regia di Mario Landi, 10 dicembre 1954.
- La sera del sabato, di Guglielmo Giannini, regia di Anton Giulio Majano, 25 febbraio 1955.
- Dieci poveri negretti, di Agatha Christie, regia di Alessandro Brissoni, 15 aprile 1955.
- Catene, di Allan Langdon Martin, regia di Anton Giulio Majano, 20 maggio 1955.
- La damigella di Bard, di Salvator Gotta, regia di Claudio Fino, 24 giugno 1955.
- Gli alberi muoiono in piedi, di Alessandro Casona, regia di Claudio Fino, 30 settembre 1955.
- La tredicesima sedia, di Bayard Veiller, regia di Alberto Gagliardelli, 4 novembre 1955.
- Arsenico e vecchi merletti, di Joseph Kesselring, regia di Silverio Blasi, 2 dicembre 1955.
- Le medaglie della vecchia signora, di J. M. Barrie, regia di Silverio Blasi, 27 gennaio 1956.
- Una pensione tranquilla, di Roger Avermaete, regia di Vito Molinari, 7 febbraio 1956.
- Giorni felici, di Claude-André Puget, regia di Silverio Blasi, 24 febbraio 1956.
- Al pappagallo verde, di Arthur Schnitzler, regia di Silverio Blasi, 9 marzo 1956.
- Mario e Maria, di Sabatino Lopez, regia di Silverio Blasi, 23 marzo 1956.
- Con loro, di Guglielmo Zorzi, regia di Alberto Gagliardelli, 13 aprile 1956.
- Un, due, tre, di Ferenc Molnár, regia di Silverio Blasi, 28 aprile 1956.
- Cesare e Cleopatra, regia di Franco Enriquez, trasmessa il 25 maggio 1956
- Lumie di Sicilia di Luigi Pirandello, regia di Silverio Blasi, 23 giugno 1956.
- L'Arlesiana, di Alphonse Daudet, regia di Franco Enriquez, 27 luglio 1956.
- Romanzo, di Edward Sheldon, regia di Daniele D'Anza, 5 ottobre 1956.
- Due mondi, di Rose Franken, regia di Claudio Fino, 26 ottobre 1956.
- I dialoghi delle carmelitane, di Georges Bernanos, regia di Tatiana Pavlova, 2 novembre 1956.
- L'ufficiale della guardia, di Ferenc Molnár, regia di Tatiana Pavlova, 7 dicembre 1956.
- La nemica, di Dario Niccodemi, regia di Silverio Blasi, 25 gennaio 1957.
- Operazione Shakespeare, di Dale Wasserman, regia di Daniele D'Anza, 5 febbraio 1957.
- Il cuore in due, di Cesare Giulio Viola, regia di Claudio Fino, 1º marzo 1957.
- Viaggio verso l’ignoto, di Sutton Vane, regia di Daniele D'Anza, 29 marzo 1957.
- Scampolo, di Dario Niccodemi, regia di Mario Landi, 9 agosto 1957.
- Mancia competente, di Aladár László, regia di Mario Landi, trasmessa sul Programma nazionale il 20 settembre 1957.
- Il romanzo di un giovane povero, sceneggiato televisivo in 4 puntate,soggetto dal romanzo omonimo di Octave Feuillet, sceneggiatura di Carlo Maria Pensa,regia di Silverio Blasi, aprile-maggio 1957.
- I borghesi di Pontarcy, di Victorien Sardou, regia di Claudio Fino, 27 dicembre 1957.
- Quindici anni d'amore, di Marcel Achard, regia di Franco Enriquez, 7 febbraio 1958.
- Lady Frederick, di Somerset Maugham, regia di Giacomo Vaccari, 11 luglio 1958.
- Maria Stuarda, di Friedrich Schiller, regia di Claudio Fino, 7 novembre 1958.
- Madame Sans-Gêne, di Victorien Sardou, regia televisiva di Vittorio Brignole, 4 maggio 1959.
- Il gatto in cantina, di Nando Vitali, regia di Eros Macchi, 2 giugno 1959.
- I ragazzi, di Antonio Greppi, regia di Giacomo Vaccari, 26 giugno 1959.
- I due sergenti al cordone sanitario di Port Vandré, di Baudouin d’Aubigny e Auguste Maillard, regia di Silverio Blasi, 11 gennaio 1960.
- Papà Lebonnard, di Jean Aicard, regia di Claudio Fino, 23 maggio 1960.
- Il Cardinale, di Louis N. Parker, regia di Silverio Blasi, 11 luglio 1960.
- Il malato immaginario, di Molière, regia di Alessandro Brissoni, 2 dicembre 1960.
- Arturo contro Arsenio Lapin, di Corbucci e Grimaldi, regia di Romolo Siena, 10 settembre 1961.
- Il cerchio magico, di Luigi Chiarelli, regia di Marcello Sartarelli, 3 novembre 1961.
- Smiles, di Gastone Tanzi, regia di Francesco Dama, 12 agosto 1964.
- La piccola cioccolataia, di Paul Gavault, regia di Gianfranco Bettetini, 27 gennaio 1965.
- Lieto fine, di Dino Falconi, regia di Gianfranco Bettetini, trasmessa dal Programma Nazionale il 12 settembre 1965.
- Un cadavere a zonzo, di Jack Popplewell, regia di Giuseppe Di Martino, 7 maggio 1967.
- Mancia competente, di Aladár László, regia di Guglielmo Morandi, 23 maggio 1969.
- Nostra Dea, di Massimo Bontempelli, regia di Silverio Blasi, trasmessa il 29 settembre 1972.
- Un uomo di spirito, di Torquato Menniello , regia di Giacomo Colli, 21 agosto 1973.
- Il viaggio del signor Perichon, di Eugène Labiche e Edouard Martin, regia di Leonardo Cortese, 19 marzo 1976.
- Delitto per scommessa, di Philip Mackie, regia di Andrea Frezza, 16 luglio 1976.
- Delitto retrospettivo, di Agatha Christie, regia di Silverio Blasi, 27 maggio 1980.
- I fisici, di Friedrich Dürrenmatt, regia di Vittorio Barino, 4 e 11 marzo 1986.

## Radio
- Yamilé sotto i cedri, di Henry Bordeaux, regia di Guglielmo Morandi, 1º gennaio 1969.
- Voi ed Io, programma d'intrattenimento radiofonico del mattino sul Programma Nazionale Radiorai dalle 9,15 alle 11,30 dal lunedì al sabato per un mese intero nel luglio 1972 e nel maggio 1974.
- Un altro giorno musica, programma contenitore musicale del primo mattino su Radiodue Radiorai dal lunedì al venerdì dalle 6 alle 9,20 nel mese di giugno 1979.
- Contemplazione, di Diego Fabbri, regia di Sergio Pastore, 5 dicembre 1979.

## Discografia

### EP
- 1956 – Liriche d'amore dell’antica Cina (Cetra, CL. 0425, 7", 33⅓ rpm) a cura di Eugenio Montale, con Lea Padovani
- 1957 – Cesare Pavese, Verrà la morte e avrà i tuoi occhi, (Cetra, CL. 0432, 7", 33⅓ rpm) con Diana Torrieri
- 1958 – Pascoli, (Cetra, CL. 0436, 7", 33⅓ rpm) a cura di Giorgio Zampa
- 1959 – D'Annunzio, (Cetra, CL. 0447, 7", 33⅓ rpm) a cura di Alessandro De Stefani
- 1959 – Pascoli, (Cetra, CL. 0447, 7", 33⅓ rpm) a cura di Augusta Grosso
- 1959 – Guido Gozzano, (Cetra, CL. 0448, 7", 33⅓ rpm) a cura di Franco Antonicelli
- 1959 – Edgar Lee Masters, Spoon River Anthology n. 1, (Cetra, CLV 0610, 10", 33⅓ rpm) con Arnoldo Foà, Vera Gherarducci, Elsa Merlini
- 1960 – Juan Ramón Jiménez, (Cetra, CL. 0465, 7", 33⅓ rpm) a cura di Carlo Bo
- 1960 – Carducci, (Cetra, CL. 0466, 7", 33⅓ rpm) a cura di Francesco Flora
- 1960 – Corazzini, (Cetra, CL. 0468, 7", 33⅓ rpm) a cura di Sergio Solmi
- 1961 – Pedro Salinas, (Cetra, CL. 0472, 7", 33⅓ rpm) a cura diVittorio Bodini
- 1961 – Giulietta e Romeo di William Shakespeare, (Cetra, CL. 0475, 7", 33⅓ rpm) a cura di Achille Fiocco, con Arnoldo Foà, Vera Gherarducci
- 1961 – Torino di Gozzano, (Cetra, CL. 0476, 7", 33⅓ rpm) a cura di Franco Antonicelli, con Giovanna Scotto
- 1963 – Ultime lettere di Jacopo Ortis di Ugo Foscolo, (Cetra, CL. 0494, 7", 33⅓ rpm) a cura di Edoardo Sanguineti

### Album
- 1965 – Edgar Lee Masters, Spoon River Anthology (Cetra, CLC 0831, LP) con Arnoldo Foà, Vera Gherarducci, Elsa Merlini
- 1972 – I Vangeli – vol. 2 (Signal, SLP 93, LP) con Mario Leone

## Doppiatori italiani
Fonte:
- Giulio Panicali in Napoli eterna canzone
- Adolfo Geri in La storia del Fornaretto di Venezia
- Gianfranco Bellini in Vacanze romane
- Pino Locchi in Il cardinale Lambertini
- Augusto Marcacci in Mai ti scorderò (dialoghi)
- Gian Giacomo Guelfi in Mai ti scorderò (canto)
- Giuseppe Rinaldi in La baia di Napoli